# Šumen
Šumen (in bulgaro Шумен?, [ˈʃu.mɛn], traslitterata anche Choumen, Shumen o Sciumen) è una città nella Bulgaria nord-orientale. È la decima città in Bulgaria per grandezza e capoluogo del comune di Šumen e della regione di Šumen. Nelle sue vicinanze si trovano le città di Tărgovište e Veliki Preslav. La città si trova in una posizione di crocevia; attraverso di essa passano le arterie di comunicazione principali del paese, la Sofia-Varna, la Ruse-Burgas e la Silistra-Jambol.

## Geografia fisica
Šumen si trova nella piana di Šumen, che è chiusa sul lato sud-orientale e gradualmente diminuisce d'altitudine – le parti occidentali della città si trovano a circa 280–300 m sul livello del mare, e le sezioni orientali a circa 180–200 m. La città si trova sull'altopiano di Šumen, che ha una natura variegata. La sua dorsale si alza a 500 m s.l.m. Attraverso Šumen scorre il piccolo fiume Porojna.
Il clima di Šumen è continentale moderato. Durante l'inverno da nord e da nord-est affluiscono sulla città masse d'aria fredda continentale, con venti forti. L'inverno è relativamente rigido, con una temperatura media a gennaio di -0,5 °C, mentre l'estate è calda con una temperatura media a luglio di 22 °C. Il numero medio di giorni con precipitazioni nevose all'anno è tra 35 e 40. La temperatura più bassa in città è stata misurata in gennaio (-27,4 °C), e la più alta in agosto (41,7 °C). La quantità di precipitazione in città è circa di 600 mm annuali, vicina alla media nazionale. I periodi di maggiori precipitazioni sono maggio e giugno, mentre il mese più secco è settembre. La vicinanza al Mar Nero quasi non mostra influenza sul clima della città.

## Storia

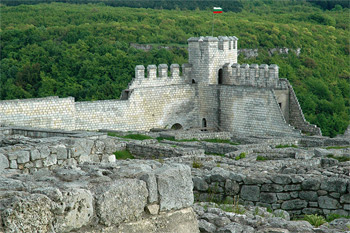
Castello di Šumen

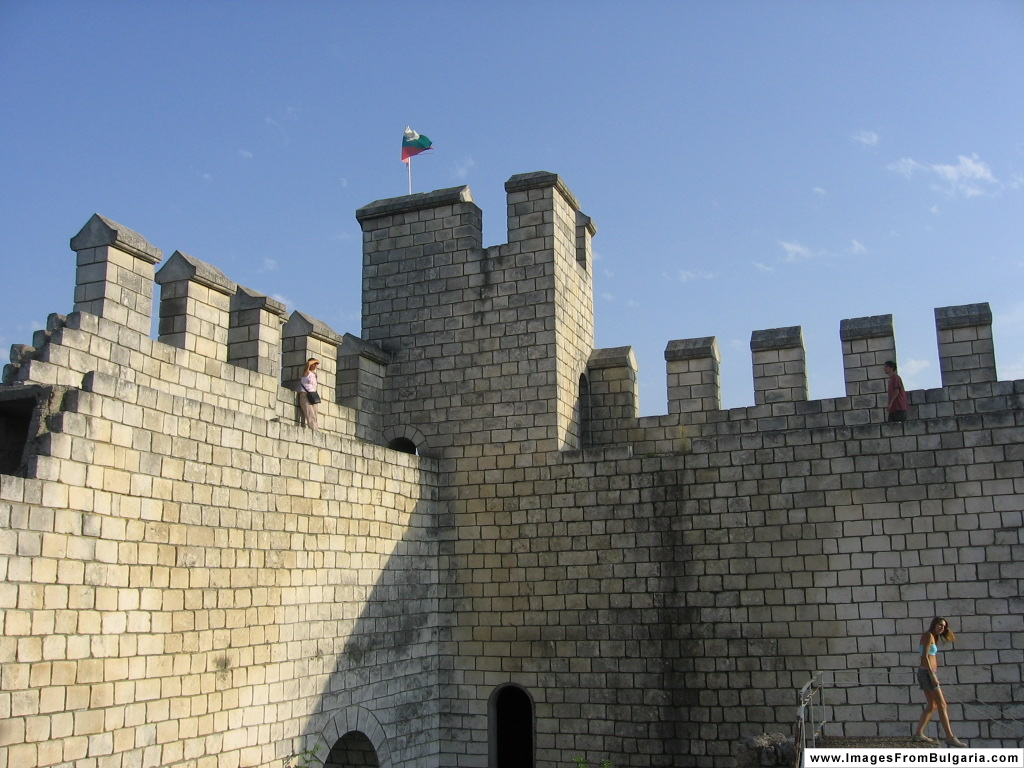
Castello di Šumen

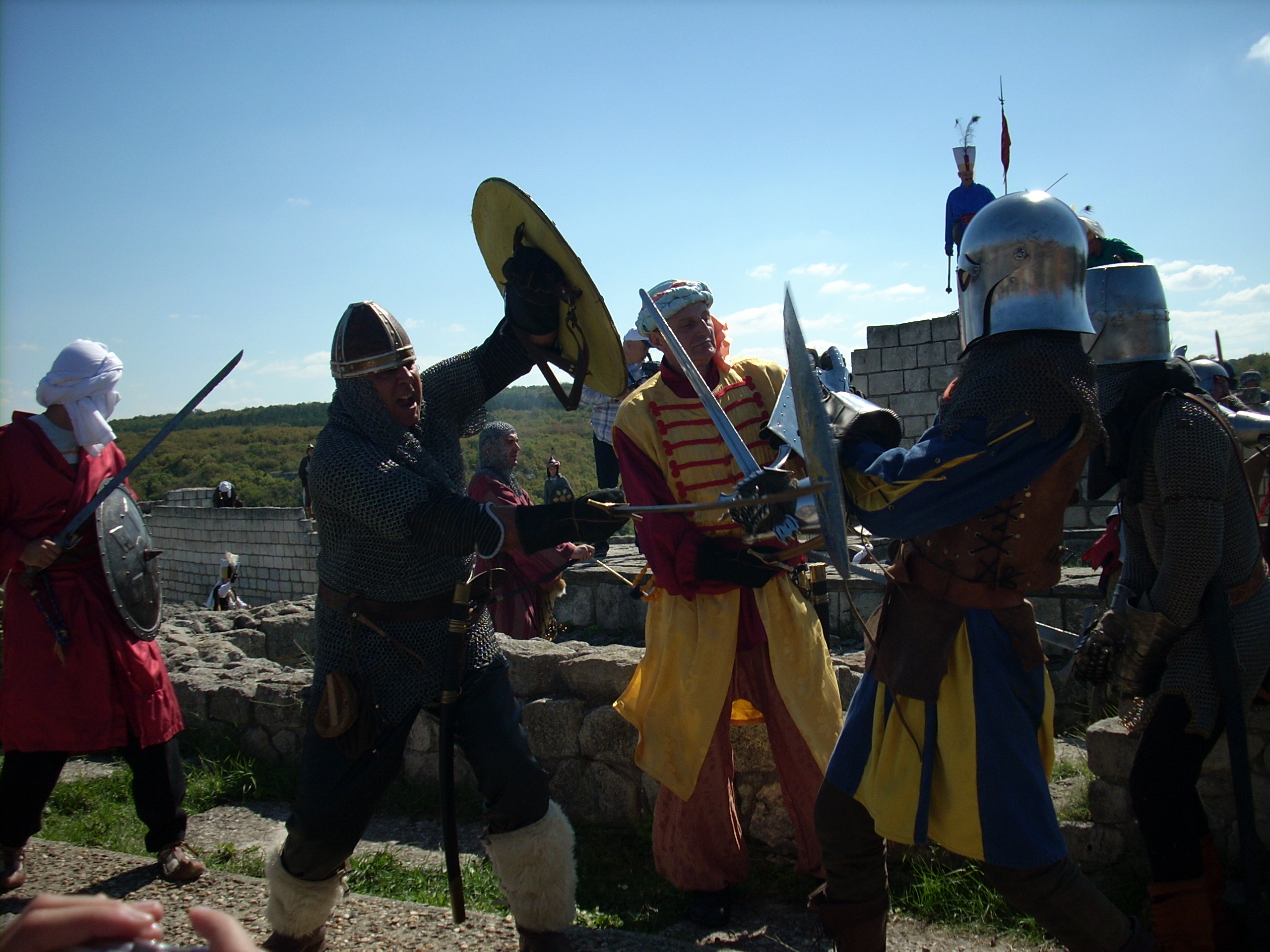
Scena della presa di Šumen da parte dei crociati di János Hunyadi nel 1444

La storia della città di Šumen cominciò nella prima età del ferro (XII secolo a.C.) a 3 km dall'odierna città su una parte dell'altopiano di Šumen, nel quale scorrono piccoli torrenti, nel posto oggi conosciuto come la Città Vecchia o Hisarlăka. Studi archeologici condotti dal 1957 al 1987 hanno stabilito i periodi cronologici, lo stile di vita ed i mestieri degli abitanti della fortezza, resi noti dalle iscrizioni medievali trovate qui, che riportavano il nome della città come "ШОУМЕНЪ".

### Dominio ottomano e Risorgimento
Tra il XVII ed il XVIII secolo Šumen venne trasformata in una città fortificata con una grande guarnigione nella fortezza. Vi abitavano molti turchi, ebrei, tatari ed armeni. Si ritrovano molti nomi, come Şumnu, che è anche l'attuale nome in turco, Šumena, Šumna, Šumular, Sumunum, e, a partire dagli ultimi secoli di dominazione - Šumen.
Nel XVIII secolo la città si sviluppò in un grande centro artigianale, che da parte sua è una delle premesse per una vita culturalmente attiva. L'11 maggio 1813 a Šumen si tenne la prima celebrazione in Bulgaria dedicata a San Cirillo e San Metodio e la prima rappresentazione teatrale. Nel 1828 venne fondata la prima scuola elementare femminile religiosa, e nel 1856 il primo ginnasio femminile ed il primo čitalište. Fu a Šumen, nel 1850, che venne creata la prima orchestra sinfonica bulgara. Fu conquistata dall'esercito russo il 22 giugno 1878, nel corso della guerra russo-turca.

### Storia moderna
Dopo la liberazione la città dapprima cadde in declino, a causa della perdita del mercato ottomano, l'emigrazione di molti turchi e l'arrivo sul mercato di prodotti occidentali meno costosi e di qualità superiore, che entrarono in concorrenza con quelli locali. Gradualmente la città si riprese, essendo il capoluogo della regione o del distretto in tutte le suddivisioni amministrative, con due piccole eccezioni, dal 1944 al 1946 e dal 1987 al 1999. Nel periodo dal 29 gennaio 1950 al 29 dicembre 1965 la città si chiamò Kolarovgrad in omaggio al politico bulgaro Vasil Kolarov.

## Monumenti e luoghi d'interesse
- Monumento ai 1300 anni della Bulgaria, che ritrae i più importanti momenti della storia bulgara dal VII al X secolo. Il monumento è composto da 8 blocchi di cemento. La superficie esterna è decorata con 21 sculture e 500 m² di mosaici.

### Architetture militari
- Fortezza di Šumen, distrutta in passato, ma parzialmente restaurata nel XX secolo. A 15 km da Šumen si innalza il Cavaliere di Madara.

### Architetture religiose
- Moschea Tombul, costruita nel XVIII secolo, è la più grande di tutta la Bulgaria.

## Cultura

### Istruzione
- Facoltà "Artiglieria, PVO e KIS", facente parte dell'università militare nazionale "Vasil Levski"
- Università di Šumen "Ep. Konstantin Preslavski"
- Liceo scientifico "Nančo Polovič"
- Liceo linguistico "Nikola Jonkov Văpcarov"

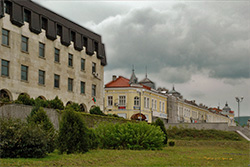
Centro di Šumen

#### Musei
Oltre al museo storico regionale, è possibile visitare un buon numero di gallerie, e le abitazioni-museo di Panajot Volov, Lajos Kossuth, Dobri Vojnikov e Pančo Vladigerov.

### Eventi
- Due volte all'anno in città si tiene un mercato in cui si vendono solo articoli prodotti in Bulgaria.
- Un carnevale biennale della fertilità, l'ultimo avvenuto nel 2008.
- Un concorso musicale per pianisti e violinisti "Pančo Vladigerov".
- Feste nazionali del teatro infantile.
- Un concorso nazionale biennale della poesia bulgara e ungherese.
- Ogni due anni si tengono le "feste nazionali del teatro scolaresco", finanziate dal comune di Šumen.

## Società

### Religione
Riguardo alla fede religiosa, a Šumen si confessano svariate religioni, diversità dovuta al buon numero di etnie presenti nella città. Predomina la religione cristiana, ma una buona percentuale della popolazione è musulmana. La maggior parte dei cristiani è di fede ortodossa. Esistono anche comunità protestanti, cristiane armene, avventiste e altre, i cui membri compongono una piccola parte della popolazione.

## Economia
La città è una delle più dinamiche e in via di sviluppo degli ultimi anni, nonostante la stagnazione economica della Bulgaria settentrionale. Molto sviluppata è l'industria leggera, rappresentata soprattutto dall'industria di trasformazione e alimentare, dal tessile, dalla sartoria e anche dall'edilizia. A Šumen si trova anche la "KTA Madara", un'industria per la produzione e il montaggio di veicoli pesanti e autotrasporti, e il centro chimico "Panajot Volov". Negli ultimi anni ha avuto un buon sviluppo anche il turismo.

## Amministrazione
- Sindaco: Krasimir Kostov
- Presidente del consiglio comunale: Daniela Krilova Ruseva
- Quartieri: Trakija, Dobrudžanski, Bojan Bălgaranov 1, Bojan Bălgaranov 2, Everest, Divdjadovo, Bjalata prăst, Grivica, Makaka Mătnica.

### Gemellaggi
Šumen è gemellata con:
- Debrecen
- Zhengzhou
- Mâcon
- Adapazarı
- Tulcea, dal 2007[2]
- Podol'sk
- Cherson

## Sport

### Calcio

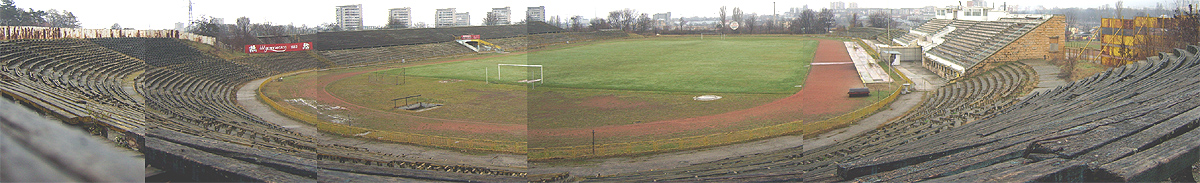
Lo stadio "Panajot Volov"

La squadra di calcio della città è il Profesionalen Futbolen Klub Šumen 2010, fondato il 1º dicembre 1929. Il club vanta - come maggiori successi - una partecipazione alla Coppa Uefa, il quarto posto in serie A nel 1994 e due semifinali in Coppa di Bulgaria (1957 e 2006). Lo stadio principale di Šumen è il Panayot Volov (24.390 posti), utilizzato anche per pallavolo e basket.

### Altri sport
La città ha un noto club di karate, che ha trent'anni di storia e molti atleti nazionali, come ad esempio Vitaly Marinov e Daniel Dimitrov. Altro sport praticato a Shumen è l'equitazione.
Dal 1970, in città si disputa un rally, gara valevole per il Campionato Nazionale Rally. È organizzato annualmente dall'Unione degli automobilisti bulgari.